# ديميتري تاراسوف
ديميتري تاراسوف (بالروسية: Тарасов, Дмитрий Евгеньевич)‏ هو لاعب هوكي الجليد روسي، ولد في 13 فبراير 1979 في خاباروفسك في روسيا.

## وصلات خارجية
- ديميتري تاراسوف على موقع دوري الهوكي للقارات (الإنجليزية)
- ديميتري تاراسوف على موقع EliteProspects.com (الإنجليزية)
- ديميتري تاراسوف على موقع Eurohockey.com (الإنجليزية)
- ديميتري تاراسوف على موقع HockeyDB.com (الإنجليزية)